# King Sunny Adé
Pour les articles homonymes, voir Adé.
King Sunny Adé, de son vrai nom Sunday Adeniyi est né le 22 septembre 1946 à Ondo est un chanteur nigérian de musique Jùjú d'origine Yorubas. Avec son groupe, King Sunny Adé and His African Beats, King Sunny Adé est devenu une star internationale en Afrique au milieu des années 1980, s'exportant aux États-Unis et en Europe.
Après initialement monté au groupe The Green Spots[pas clair], il est désormais connu sous le nom de Minister of Enjoyment.
Ses titres les plus connus sont "Ja Funmi" et "365 Is My Number, The Message"[réf. nécessaire].